# 23号路易斯安那州州道
23号路易斯安那州州道（英語：Louisiana Highway 23，LA23）是路易斯安那州的一条走向的州级公路，经过普拉克明堂区和杰斐逊堂区，全长74.0英里（119.1），大至为东南-西北走向。，它在当地被称为贝沙塞的公路，拉法叶大街，西岸公路和富兰克林大街。